# Pseudomys apodemoides
Pseudomys apodemoides is een knaagdier uit het geslacht Pseudomys dat voorkomt in Australië. Zijn verspreidingsgebied beslaat het uiterste westen van Victoria en het uiterste zuidoosten van Zuid-Australië. Daar leeft hij in halfdroge heide, voornamelijk op plaatsen die 3 tot 10 jaar geleden verbrand zijn.
De vacht is zacht en dicht. De rug is rookgrijs, de onderkant wit. De staart is van boven bruin en van onder licht rozeachtig. De oren zijn rozegrijs. De kop-romplengte bedraagt 68 tot 80 mm, de staartlengte 90 tot 105 mm, de achtervoetlengte 20 tot 23 mm, de oorlengte 16 tot 18 mm en het gewicht 15 tot 22 gram. Vrouwtjes hebben 0+2=4 spenen.
De soort is 's nachts actief en leeft in diepe holsystemen met verschillende ingangen in dichte vegetatie. Hij eet zaden, fruit, bloemen, nectar, schimmels en geleedpotigen. Het dier paart als de omstandigheden goed zijn.